# Estratégio (homem ilustre)
Estratégio (em latim: Strategius) foi um nobre bizantino do século VI. Era filho de Teodoro, irmão de um mestre dos soldados de nome desconhecido e tio de outro Estratégio. Capaz que fosse membro de um ramo cadete da família Apião. Ele e seu irmão detinham propriedades em Arsínoe, no Egito. Em 553, foi citado num papiro no qual é citado como homem ilustre. Talvez deva ser o homônimo citado em outro papiro, mas cuja data é incerta.